# 梅德寧

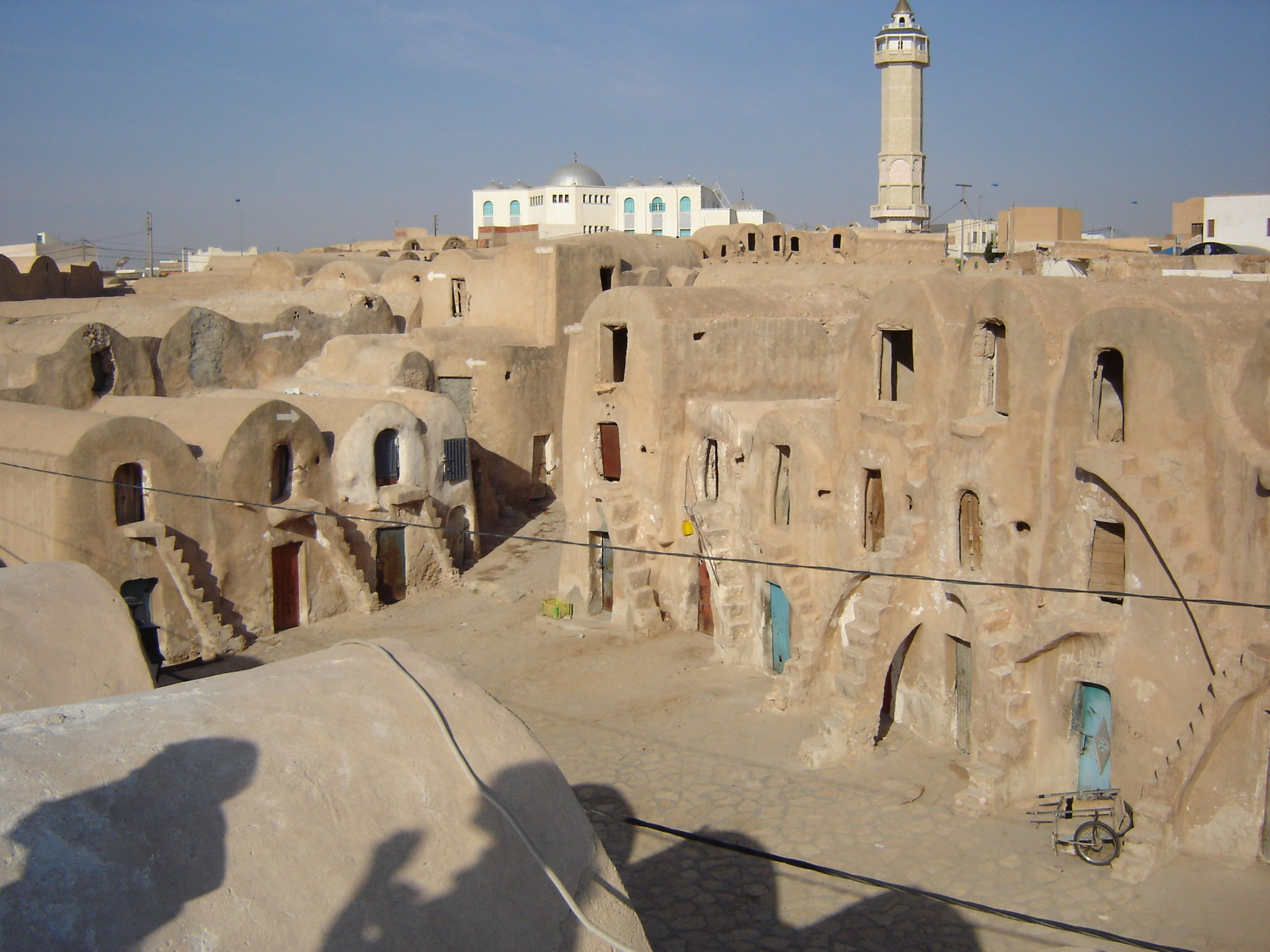
梅德寧

梅德寧是突尼西亞的城鎮，也是梅德寧省的首府，位於該國東南部，距離加貝斯77公里，面積5,500平方公里，該鎮在殖民時代前是重要的貿易中心，2004年人口61,705。

## 友好城市
- 法國 贝达里约

## 外部連結
- Lexicorient （页面存档备份，存于）